# Put Your Hands Up in the Air!
Singles de Danzel
Pump It Up!
(2004) My Arms Keep Missing You
(2006)
Put Your Hands Up in the Air! est une chanson de l'artiste belge Danzel sortie le 20 mai 2005 sous le major Universal Music Group. La chanson est une reprise du groupe The Black & White Brothers avec Put Your Hands Up écrite par Michael Hall, Dario Mancini, Johan Waem et Bert Boon. Le single se classe dans de nombreux pays en Europe, dont numéro deux en Belgique, numéro 14 en Danemark.

## Liste des pistes
CD-Maxi
1. Put Your Hands Up In The Air! - 3:31
2. Put Your Hands Up In The Air! (Radio Edit) - 6:17
3. Put Your Hands Up In The Air! (Extended Mix) - 7:42
4. Dance Hostess - 3:06

## Classement par pays
| Classement (2005-2006)                  | Meilleure position |
| --------------------------------------- | ------------------ |
| Suisse (Schweizer Hitparade)            | 47                 |
| Autriche (Ö3 Austria Top 40)            | 56                 |
| Allemagne (Media Control AG)            | 52                 |
| France (SNEP)                           | 40                 |
| Pays-Bas (Nederlandse Top 40)           | 77                 |
| Belgique (Flandre Ultratop 50 Singles)  | 34                 |
| Belgique (Wallonie Ultratop 50 Singles) | 2                  |
| Belgique (Dance Chart)                  | 4                  |
| Danemark (Tracklisten)                  | 14                 |